# لیوما (تنسی)
لیوما (به انگلیسی: Leoma) یک منطقهٔ مسکونی در ایالات متحده آمریکا است که در شهرستان لارنس، تنسی واقع شده‌است. لیوما ۲۹۲ متر بالاتر از سطح دریا واقع شده‌است.